# Fog of war (computerspelterm)

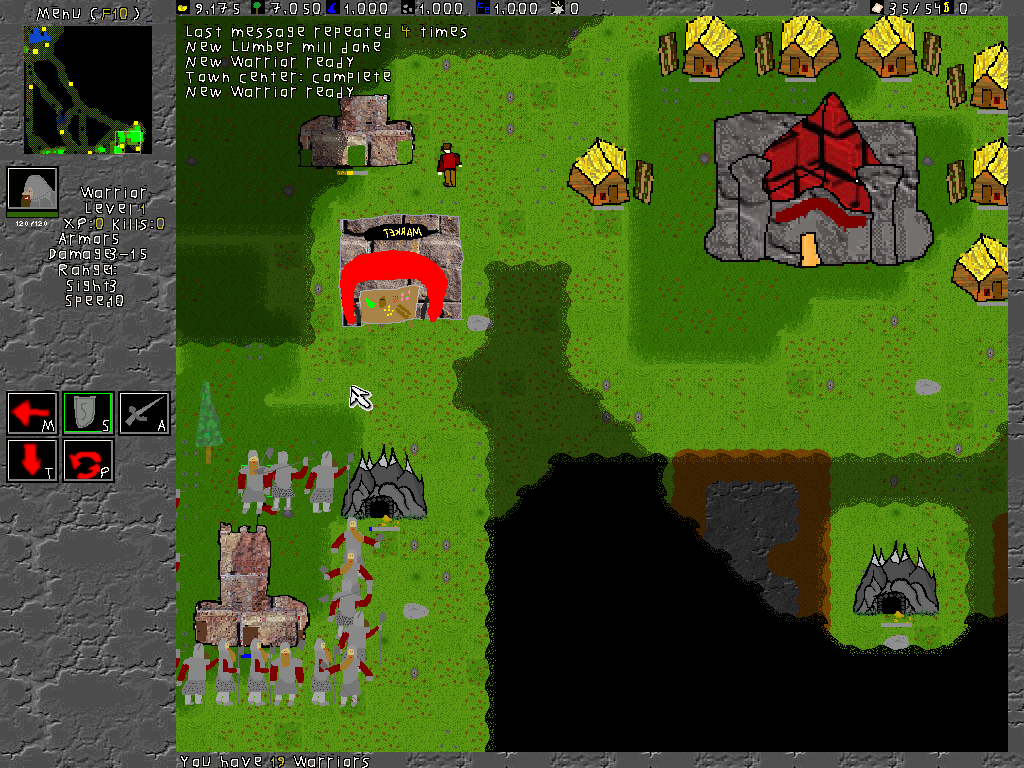
Een real-time strategy computerspel met fog of war.

De fog of war (gebaseerd op een uitdrukking van de Duitse strateeg Carl von Clausewitz; in het Nederlands: oorlogsmist) is een onderdeel van veel real-time strategy computerspellen. Het houdt in dat de wereld bedekt is met een soort mist (fog in het Engels) die alleen wegtrekt wanneer een eenheid van de speler daar aanwezig is. De speler ziet dan zowel het terrein als eventuele vijandelijke eenheden. Als de eenheid sterft of ergens anders heen gaat, komt de mist weer terug waardoor de speler de vijanden niet meer kan zien maar het terrein nog wel. De fog of war is een aanvulling op het ontdekken van terrein dat al eerder in real-time strategy spellen werd gebruikt: in veel spellen is het terrein aan het begin van een spel bedekt met een zwarte mist die permanent verdwijnt wanneer een eenheid er in de buurt is geweest.
In eerdere real-time strategy spellen bleef eenmaal ontdekt terrein altijd zichtbaar zodat men de vijand lang van tevoren kon zien aankomen. Door de introductie van de fog of war is dit niet langer mogelijk maar is men afhankelijk van wat de eenheden kunnen zien. Dit biedt nieuwe strategische en tactische mogelijkheden in genre aangezien de eenheden nu ook gebruikt worden om de bewegingen van de vijand in de gaten te houden. Voorheen was het mogelijk om in het begin het gehele terrein te verkennen en alle activiteiten van de vijand tijdens de rest van het spel te zien.